# جایزه پن/ مالامود

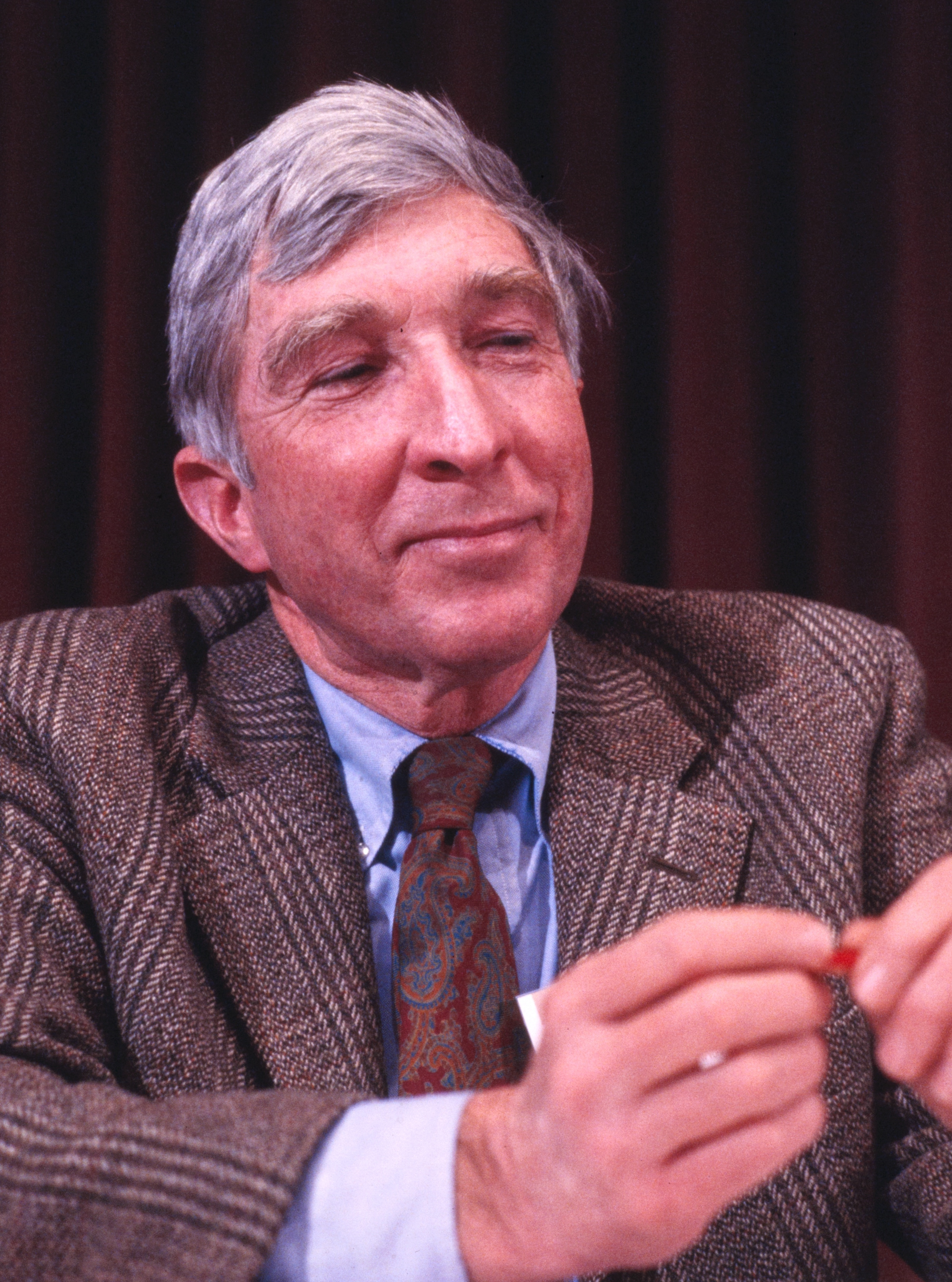
جان آپدایت در کنگره خالق ها

جایزه پن/ مالامود (به انگلیسی: PEN/Malamud Award) جایزه‌ای است ادبی که پس از درگذشت برنارد مالامود نویسنده شهیر آمریکایی راه‌اندازی شد که به وسیله بنیاد قلم فاکنر در واشینگتن اداره می‌شود. این جایزه از سال ۱۹۸۸ اهدا می‌شود.

در سال ۱۹۸۸ نخست به جان آپدایک و سال ۱۹۸۹ به «سال بلو» اهدا شد. در سال ۲۰۰۹ آلیستر مک لئود و امی همپل به صورت مشترک این جایزه را دریافت کردند و سال ۲۰۱۰ نیز این جایزه دو برنده داشت که شامل ادوارد پی. جونز و نام لی می‌شد. آلیس مونرو و جویس کارول اوتس از برندگان این جایزه در دهه ۹۰ بودند.

## اسامی برندگان
- ۲۰۱۵ دبورا آیزنبرگ[۱]
- ۲۰۱۳ جورج ساندرز[۲]
- ۲۰۱۲ جیمز سالتر[۳]
- ۲۰۱۱ Edith Pearlman
- ۲۰۱۰ Edward P. Jones و نام لی
- ۲۰۰۹ Alistair MacLeod و ایمی همپل
- ۲۰۰۸ Cynthia Ozick و Peter Ho Davies
- ۲۰۰۷ Elizabeth Spencer
- ۲۰۰۶ Adam Haslett و توبیاس وولف
- ۲۰۰۵ لوری مور
- ۲۰۰۴ Richard Bausch و Nell Freudenberger
- ۲۰۰۳ بری هانا و میل ملوی
- ۲۰۰۲ جونو دیاز و اورسولا لو گویین
- ۲۰۰۱ شرمن الکسی و ریچارد فورد
- ۲۰۰۰ ان بیتی و Nathan Englوer
- ۱۹۹۹ تام کوراگسن بویل
- ۱۹۹۸ جان بارت
- ۱۹۹۷ آلیس مونرو
- ۱۹۹۶ جویس کارول اوتس
- ۱۹۹۵ استوارت دایبک و William Maxwell
- ۱۹۹۴ گریس پیلی
- ۱۹۹۳ Peter Taylor
- ۱۹۹۲ یودورا ولتی
- ۱۹۹۱ Frederick Busch و وre Dubus
- ۱۹۹۰ George Garrett
- ۱۹۸۹ سال بلو
- ۱۹۸۸ جان آپدایک